# Lauda-Königshofen
Lauda-Königshofen település Németországban, azon belül Baden-Württembergben. Lakosainak száma 14 596 fő (2023. december 31.). Lauda-Königshofen Igersheim, Bad Mergentheim, Boxberg, Ahorn, Königheim, Tauberbischofsheim, Grünsfeld és Wittighausen községekkel határos.

## Népesség
A település népessége az elmúlt években az alábbi módon változott:
| Lakosok száma | 12 939 | 14 523 | 15 288 | 14 609 | 14 438 | 14 925 | 15 254 | 15 052 | 14 388 | 14 596 |
|               | 1961   | 1967   | 1974   | 1980   | 1987   | 1993   | 2000   | 2006   | 2013   | 2023   |

## Városrészek
Lauda-Königshofena következő városrészekből áll, akik korábban független városok és közösségek voltak (zárójelben népesség 2012. augusztusában (fő) és terület (km²))
- Beckstein (344; 2,88)
- Deubach (96; 6,22) ahhoz tartozik Hof Sailtheim
- Gerlachsheim (1.711; 8,75) ahhoz tartozik  Lützellauda
- Heckfeld (435; 14,68) ahhoz tartozik Baldertshausen, Ehrbrunn, Hattendorf, Karlsdorf és Tenbach
- Königshofen (volt város; 2.569; 13,81) ahhoz tartozik Elektrizitätswerk Neumühle és Roter Rain
- Lauda (volt város; 5.677; 12,55)
- Marbach (288; 0,13)
- Messelhausen (332; 8,16) ahhoz tartozik Hofstetten (Hof) és Marstadt (Hof)
- Oberbalbach (648; 7,99) ahhoz tartozik Hagenfeld, Rödelsee és Taxenfeld
- Oberlauda (653; 6,96)
- Sachsenflur (319; 5,98) ahhoz tartozik Haus Mühle
- Unterbalbach (1.725; 5,17) ahhoz tartozik Mühle és a vasúti állomás Unterbalbach.

## Híres személyek
- Johann Martin Schleyer (1831 – 1912), katolikus prelátus, a volapük mesterséges nyelv megalkotója,
- Jürgen Hehn (* 1944), világbajnok, olimpiai ezüstérmes párbajtőrvívó, orvos.
- Lénárd Fülöp (1862 – 1947), magyarországi születésű fizikus, itt hunyt el